# Thom Artway
Thom Artway (vlastním jménem Tomáš Maček, * 27. června 1993 Vlachovice) je český zpěvák, kytarista a textař, který propojuje moderní zvuk s klasickým písničkářstvím. Je dvojnásobným držitelem ceny Anděl.

## Život

### Studium a umělecké začátky
Pochází z valašských Vlachovic. Po absolvování technického lycea v Uherském Brodě odešel do Prahy a jako nadšenec pouličního umění se v místních ulicích a zejména na Kampě trénoval ve zpěvu, hře na kytaru a projevu v angličtině pouličním hraním.
Následovala cesta do Irska za prací na farmu v roce 2013, kde kromě farmaření začal skládat instrumentální kompozice, které měl v úmyslu dokončit až doma. Po návratu z Irska začal rozjíždět svou hudební kariéru a vydal první skladby. V roce 2015 se rozhodl spojit své hudební aktivity s cestováním. Vydal se na pětiměsíční cestu po Austrálii a Novém Zélandu, kam už jednou předtím vyrazil, a věnoval se zde buskingu.

### Hudební kariéra
Poprvé na sebe Tomáš upozornil písničkou Towards The Sun, která se stala součástí filmového soundtracku k filmu Křídla Vánoc (2013). Koncem roku 2013 vydal své první debutové EP album Still Standing In The Unknown.
Jeho singl I Have No Inspiration z roku 2015 na více než rok a půl ovládl přední příčky českých hitparád a nastartoval jeho kariéru. Zvítězil díky němu v kategorii Objev roku ankety Žebřík 2015. Následovala nominace na cenu Český slavík Mattoni 2016 v kategorii Objev roku. V anketě Anděl za rok 2016 obdržel dvě sošky – objev a zpěvák roku. V následujícím roce vydal skladbu s názvem Blind man (2016). Obě skladby se pak současně po boku dalších ocitly na desce Hedgehog v září 2016.
V červenci 2017 se stal výhercem v projektu Czech Fresh, který byl zaměřen na podporu exportu české hudby. Hrál na legendárním festivalu Sziget v Maďarsku, na festivalech v UK, Vídni, Paříži, Budapešti a mnoha dalších evropských metropolích. V roce 2023 odehrál čtyři koncerty v USA. Při té příležitosti natočil na Manhattanu klip k singlu Nebedálky.
Do povědomí veřejnosti se zapsal jako anglicky zpívající pouliční umělec, ulici ale v posledních letech nahradil za koncertní sály po celém Česku a od roku 2021 tvoří v češtině.  Jeho první česky zpívané album Trhám mraky vyšlo v únoru 2024.

## Diskografie
Studiová alba
- Still Standing in the Unknown, EP, vydáno 29. 12. 2013
- Hedgehog, CD, vydáno 30. 9. 2016
- All I Know, CD, vydáno 31. 8. 2018
- Trhám mraky, CD, vydáno 9. 2. 2024

## Televizní role
Mimo jiné účinkoval v pořadu Hotel Hvězdář, natočeného u příležitosti 75. narozenin zpěváka Václava Neckáře, kde i veřejně nazpíval první píseň v češtině ,,Tu kytaru jsem koupil kvůli tobě” od Václava Neckáře

## Ocenění
- Anděl 2018 – nominace v kategorii Sólový zpěvák
- Czech Fresh 2017 - Vítěz mezinárodního hudebního projektu
- Anděl 2016 – Cena České hudební akademie v kategorii Objev roku a Zpěvák roku za album Hedgehog
- Žebřík – nominace v kategorii Nejlepší album a Nejlepší zpěvák 2018, 3. místo v kategorii Deska roku 2016
- Český slavík Mattoni 2016 - Nominace v kategorii Objev roku
- Žebřík 2015 - Vítěz v kategorii Objev roku